# Die Judenbraut
Die Judenbraut (Öl auf Leinwand, 121,5 × 166,5 cm, niederländisch: Het Joodse bruidje) ist ein Gemälde von Rembrandt van Rijn, das 1667 fertiggestellt wurde. Das Gemälde ist ein permanentes Ausstellungsstück im Rijksmuseum Amsterdam.

## Bildbeschreibung
Dargestellt ist ein dunkler, vager Raum, in dem sich ein Mann und eine Frau befinden, beide elegant gekleidet. Der Mann hat seinen Arm um die Frau gelegt und hält seine Hand an ihre Brust. Sie berührt seine Hand mit ihren Fingerspitzen. Beide blicken ins Leere. Im Hintergrund ist neben der Frau eine Pflanze in einem Topf zu erkennen. Hinter ihr befindet sich ein architektonisches Fragment. Am hellsten sind die beiden Personen gemalt. Ihre Kleidung und ihre Körper sind detailliert und genau dargestellt. Je mehr sich der Blick von der Bildmitte wegbewegt, umso weicher, ungenauer und fließender wird die Pinselführung.
Die Farbwahl besteht überwiegend in Braun- und Goldtönen sowie dem intensiven Rot im Kleid der Frau.

## Hintergrund und Deutung
Das Gemälde erhielt seinen derzeitigen Namen im frühen 19. Jahrhundert, als ein Amsterdamer Kunstsammler die Darstellung als die Szene eines jüdischen Vaters, der seiner Tochter an ihrem Hochzeitstag eine Halskette schenkt, ansah. Diese Interpretation stimmt jedoch nicht mehr mit der Lehrmeinung überein, die Identität des Paares ist ungewiss. Diese Ungewissheit wird noch durch fehlende mündliche Überlieferungen verstärkt, sodass lediglich das universelle Thema eines Liebespaares bleibt.
Die Spekulationen bezüglich der Identität der Dargestellten reichen von Rembrandts Sohn Titus und seiner Braut, über den Amsterdamer Dichter Miguel de Barrios und seine Frau bis hin zu diversen Paaren des Alten Testaments wie Abraham und Sara oder Boas und Rut. Am wahrscheinlichsten handelt es sich jedoch um die Darstellung von Isaak und Rebekka, wie sie in Genesis 26,8  beschrieben sind. Dies wird durch eine Zeichnung Rembrandts zum selben Thema unterstützt.